# Gustavo Neves
Gustavo Neves (Florianópolis, 10 de abril de 1899 — Florianópolis, 1 de abril de 1980) foi um jornalista e escritor brasileiro.
      
Ocupou cargos importantes no estado de Santa Catarina, como o de Diretor do Departamento Estadual de Imprensa e Propaganda – DEIP, em 1943;  Diretor da Imprensa Oficial do Estado (1961); Sócio fundador da Associação Catarinense de Imprensa (Casa do Jornalista); Redator chefe do Jornal “O Estado” (1927 a 1934); Membro da Academia Catarinense de Letras e do Instituto Histórico e Geográfico de SC; e, por último, como Secretário de Justiça.
É patrono da cadeira 32 da Academia Catarinense de Letras.